# Province de Parinacota
La province de Parinacota (en espagnol : Provincia de Parinacota) est une province du Chili, appartenant à la région d'Arica et Parinacota, dont la capitale est Putre.

## Géographie
La province, la plus septentrionale du pays, s'étend sur 8 146,9 km2 et est limitrophe des provinces d'Arica à l'ouest et du Tamarugal au sud et frontalière du Pérou au nord et de la Bolivie à l'est.

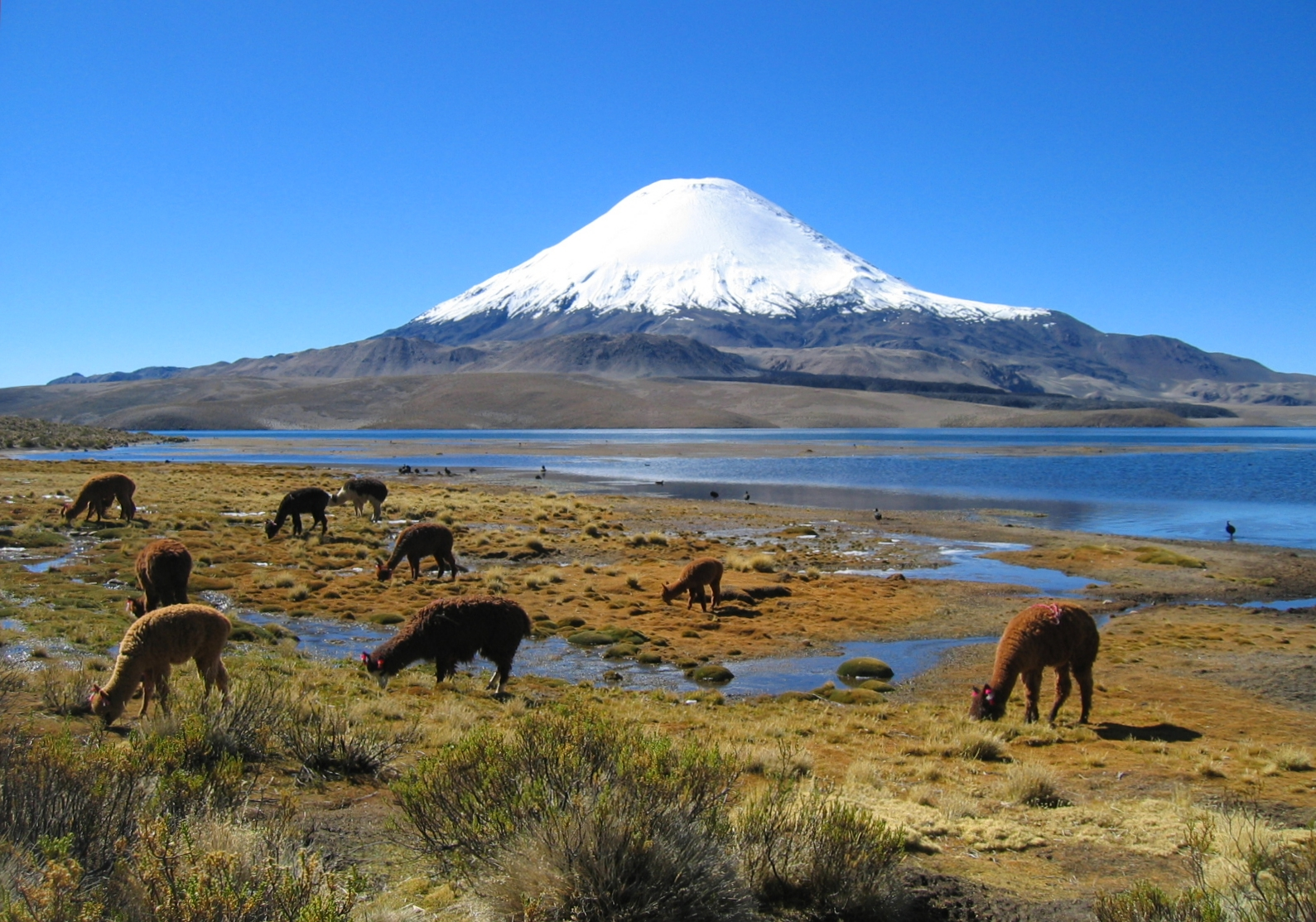
Volcan Parinacota

### Communes
Les deux communes de la province et leurs capitales (entre parenthèses)
- General Lagos (Visviri)
- Putre (Putre)

## Histoire
La province est créée en 1981 d'une scission de la province d'Arica. Depuis le 8 octobre 2007, elle fait partie de la région d'Arica et Parinacota.

## Administration
La province est dirigée par un gouverneur, puis un délégué présidentiel provincial depuis 2021, nommé par le président du Chili.